# Cristian Schmidt
Cristian Adolfo Schmidt Masso (* 13. srpna 1982 Buenos Aires) je argentinský zápasník – judista a sambista.

## Sportovní kariéra
Vrcholově se připravoval ve sportovním tréninkovém centru CeNARD pod vedením Tigrana Karganjana a Gustava Pascualiniho. V argentinské mužské reprezentaci se pohyboval od roku 2002 v polostřední váze do 81 kg jako reprezentační dvojka za Arielem Sgangou. V reprezentaci se prosadil od roku 2009 s přestupem do polotěžké váhy do 100 kg. V roce 2012 se kvalifikoval na olympijské hry v Londýně, kde prohrál v úvodním kole na ippon technikou harai-makikomi s Bělorusem Jevgenijem Bedulinem. Od roku 2013 startoval v nižší střední váze do 90 kg. V roce 2016 se na olympijské hry v Riu nekvalifikoval.

### Vítězství na mezinárodních turnajích
- 2010 - 1x světový pohár (Isla Margarita)

## Výsledky
| Turnaj                  | 2009           | 2010           | 2011           | 2012           | 2013         | 2014         | 2015         | 2016         |
| Turnaj                  | 27             | 28             | 29             | 30             | 31           | 32           | 33           | 34           |
| Turnaj                  | polotěžká váha | polotěžká váha | polotěžká váha | polotěžká váha | střední váha | střední váha | střední váha | střední váha |
| ----------------------- | -------------- | -------------- | -------------- | -------------- | ------------ | ------------ | ------------ | ------------ |
| Olympijské hry          |                |                |                | úč.            |              |              |              | —            |
| Mistrovství světa       | úč.            | úč.            | úč.            |                | úč.          | —            | —            |              |
| Panamerické hry         |                |                | 3.             |                |              |              | 5.           |              |
| Panamerické mistrovství | 2.             | 3.             | 3.             | 2.             | —            | —            | 3.           | 7.           |
| Jihoamerické hry        |                | 3.             |                |                |              | 3.           |              |              |